# Alex Rosner
Alex Rosner (* 1935 in Krakau oder Warschau, Polen) ist ein US-amerikanischer Elektroingenieur und Soundsystem-Designer, der auf dem Gebiet der Klanginstallation vor allem für die Disko-Welle der 1970er Jahre bedeutsam war. Auch erfand er einen ersten DJ-Mixer.

## Werdegang

### Kindheit
Alex Rosner war das Kind von Marianne und Henry Rosner, einem seinerzeit bekannten Geiger. Die Rosners wurden aufgrund ihrer jüdischen Herkunft erst ins Krakauer Ghetto gesperrt und dann nach Auschwitz deportiert, wo sie von Oskar Schindler beschäftigt und so vor dem sicheren Tod bewahrt wurden. Alex war mit neun Jahren noch zu jung zum Arbeiten, daher drohte ihm die Trennung von seinen Eltern und die weitere Deportation. Eine Aufseherin schenkte ihm ein Akkordeon, damit er üben und gemeinsam mit seinem Vater musizieren könne. Sie traten als Duett auf und spielten dabei auch für die Aufseher, was dem Kind letztendlich das Leben rettete.
Das Akkordeon gehört heute zum Bestand des United States Holocaust Memorial Museum in Washington.

### Erwachsener
Die Rosners überlebten den Holocaust und kamen 1946 nach New York. In den USA studierte Alex Rosner Elektrotechnik und spezialisierte sich auf Hi-Fi-Sound. Auf der Weltausstellung New York World’s Fair von 1964/65 war er maßgeblich am Aufbau der Diskotheken für das Canada-A-Go-Go und das Carnival-A-Go-Go beteiligt.
Am 31. Dezember 1967 kündigte Alex Rosner sein Angestelltenverhältnis und machte sich mit seiner Firma Rosner Custom Sound Inc. selbstständig. In den folgenden Jahren, vor allem in den Siebzigern, versorgte er die gerade im Entstehen begriffenen Clubs und Diskotheken von New York City mit Soundanlagen, darunter Max’s Kansas City, das Limelight, das Tambourine und das Tamburlaine. Hierbei arbeitete er mit dem Sounddesigner Richard „Dick“ Long zusammen, der später eigene Anlagen für das Studio 54 und das Warehouse in Chikago baute. Bis Ende der 1970er Jahre hat Rosner über 300 Lautsprecheranlagen für Discos entwickelt und instand gehalten. Es war Rosner, der David Mancuso, dem DJ und musikalischen Gastgeber der Loftpartys, die Cornwall-Lautsprecher von Klipschorn sowie die später installierten, separaten Hochtöner verkaufte.
Mr. Rosner lebt heute in Long Island City, Queens.

### DJ-Mixer „Rosie“
Alex Rosner erfand und baute den ersten DJ-Mixer der Geschichte. Der Mixer ermöglichte es, zwischen den Signalen zweier Plattenspieler hin- und herzuwechseln. Rosner hatte das Gerät für Francis Grasso, den Resident-DJ des „Haven Club“, entwickelt. Der Prototyp war rot lackiert und wurde nach seinem Erfinder „Rosie“ genannt. „Rosie“ war eine etwa handflächengroße Einheit mit lediglich drei Schiebereglern, offerierte zwei Eingänge für Phono-Signale, einen Tape-Input sowie eine Cue-Sektion.